# Tricentrus suluensis
Tricentrus suluensis är en insektsart som beskrevs av William D. Funkhouser 1929. Tricentrus suluensis ingår i släktet Tricentrus och familjen hornstritar. Inga underarter finns listade i Catalogue of Life.